# Кабаргові
Кабаргові (Moschidae) — родина пекоранових парнокопитних, до складу якої входять кабарга (Moschus) та її вимерлі родичі. Кабаргові характеризуються довгими «шаблезубами», скромними розмірами (Moschus досягає лише 17 кг; інші таксони були ще меншими) і відсутністю лицьових залоз. Хоча різні пекорани олігоцену та міоцену раніше були віднесені до цієї родини, останні дослідження показують, що більшість із них слід віднести до власних клад, хоча для підтвердження цих ознак потрібні подальші дослідження. Як наслідок, Micromeryx, Hispanomeryx і Moschus є єдиними беззаперечними членами кабаргових, що робить їх відомими принаймні з 18 млн. років. Ця група була поширена в Євразії та Північній Америці протягом міоцену, але згодом скоротилася лише до наявного роду Moschus на початку плейстоцену.

## Таксономія та класифікація
До початку 21 століття вважалося, що родина Moschidae (мускусні олені) була сестринською для Cervidae. Проте філогенетичне дослідження 2003 року, проведене Александром Хассаніном (з Національного музею природної історії, Франція) та його колегами, засноване на мітохондріальному та ядерному аналізі, показало, що Moschidae та Bovidae утворюють кладу, дочірню Cervidae. Відповідно до дослідження, Cervidae відокремилися від клади Bovidae-Moschidae 27–28 мільйонів років тому. Наступна кладограма заснована на дослідженні 2003 року.
|  | Cervidae                                              |
|  |                                                       |
|  | \| \| Bovidae \| \| \| \| \| \| Moschidae \| \| \| \| |
|  |                                                       |
|  | Bovidae                                               |
|  |                                                       |
|  | Moschidae                                             |
|  |                                                       |

|  | Bovidae   |
|  |           |
|  | Moschidae |
|  |           |

|  | Cervidae                                              |
|  |                                                       |
|  | \| \| Bovidae \| \| \| \| \| \| Moschidae \| \| \| \| |
|  |                                                       |
|  | Bovidae                                               |
|  |                                                       |
|  | Moschidae                                             |
|  |                                                       |

|  | Bovidae   |
|  |           |
|  | Moschidae |
|  |           |

|  | Cervidae                                              |
|  |                                                       |
|  | \| \| Bovidae \| \| \| \| \| \| Moschidae \| \| \| \| |
|  |                                                       |
|  | Bovidae                                               |
|  |                                                       |
|  | Moschidae                                             |
|  |                                                       |

|  | Bovidae   |
|  |           |
|  | Moschidae |
|  |           |

|  | Cervidae                                              |
|  |                                                       |
|  | \| \| Bovidae \| \| \| \| \| \| Moschidae \| \| \| \| |
|  |                                                       |
|  | Bovidae                                               |
|  |                                                       |
|  | Moschidae                                             |
|  |                                                       |

|  | Bovidae   |
|  |           |
|  | Moschidae |
|  |           |

За Протера (2007):
Родина Moschidae
- Micromeryx†
  - Micromeryx styriacus
  - Micromeryx flourensianus
  - Micromeryx?  eiselei — цей вид є членом роду Micromeryx[6]
- Moschus
  - Moschus moschiferus
  - Moschus anhuiensis
  - Moschus berezovskii
  - Moschus fuscus
  - Moschus chrysogaster
  - Moschus cupreus
  - Moschus leucogaster
- Hispanomeryx†
  - Hispanomeryx aragonensis
  - Hispanomeryx daamsi
  - Hispanomeryx duriensis
  - Hispanomeryx andrewsi
- Hydropotopsis (?)†
  - Hydropotopsis lemanensis
- Pomelomeryx (?)†
  - Pomelomeryx boulangeri
  - Pomelomeryx gracilis
- Oriomeryx (?)†
  - Oriomeryx major
  - Oriomeryx willii
- Friburgomeryx (?)†
  - Friburgomeryx wallenriedensis
- Bedenomeryx (?)†
  - Bedenomeryx truyolsi
  - Bedenomeryx milloquensis
  - Bedenomeryx paulhiacensis
- Підродина Blastomerycinae (?)†
  - Pseudoblastomeryx
    - Pseudoblastomeryx advena

  - Machaeromeryx
    - Machaeromeryx tragulus

  - Longirostromeryx†
    - Longirostromeryx clarendonensis
    - Longirostromeryx wellsi

  - Problastomeryx
    - Problastomeryx primus

  - Parablastomeryx
    - Parablastomeryx floridanus
    - Parablastomeryx gregorii

  - Blastomeryx†
    - Blastomeryx gemmifer